# (1033) Simona
(1033) Simona es un asteroide perteneciente al cinturón de asteroides descubierto por Georges Achille van Biesbroeck el 4 de septiembre de 1924 desde el Observatorio Yerkes de Williams Bay, Estados Unidos.

## Designación y nombre
Simona fue designado al principio como 1924 SM.
Posteriormente se nombró en honor de una hija del descubridor.

## Características orbitales
Simona está situado a una distancia media del Sol de 3,005 ua, pudiendo alejarse hasta 3,354 ua y acercarse hasta 2,657 ua. Tiene una inclinación orbital de 10,65° y una excentricidad de 0,116. Emplea en completar una órbita alrededor del Sol 1903 días.
Simona forma parte de la familia asteroidal de Eos.